# Teoría Marlowe

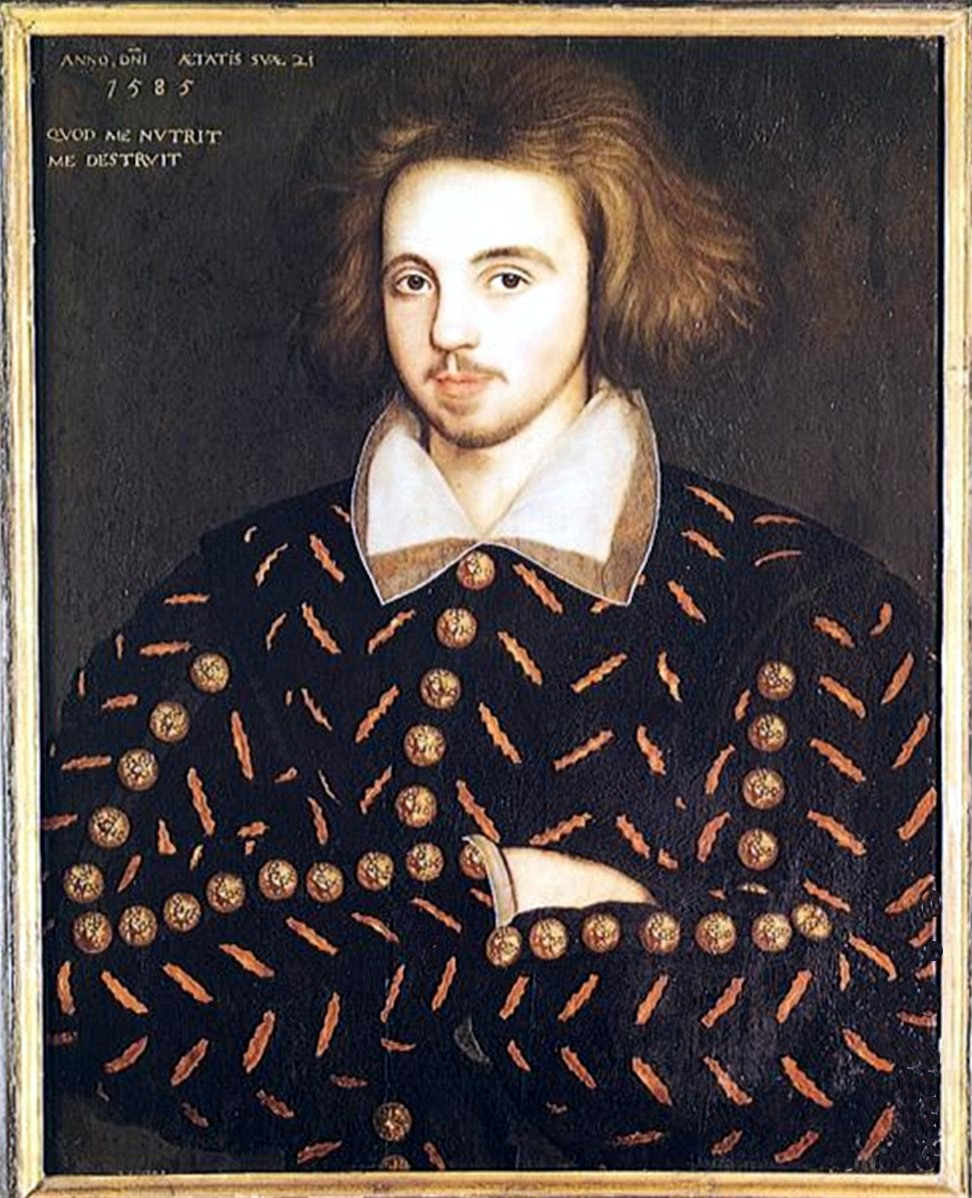
Retrato que se supone es de Christopher Marlowe (Corpus Christi College, Cambridge).

La figura de Christopher Marlowe ha suscitado numerosas especulaciones, siendo las más extendidas y que han alimentado su leyenda aquellas que lo relacionan con la obra de William Shakespeare. Según estas especulaciones, Marlowe sería el autor de gran parte de la producción literaria de Shakespeare. Estas especulaciones se apoyan en diversos aspectos oscuros de su biografía, principalmente su muerte, así como en numerosas dudas que ya desde comienzos del siglo XVIII ha motivado la autoría de la obra de Shakespeare.

## Especulaciones sobre la vida y muerte de Marlowe
En sus tiempos de estudiante, Marlowe, ya estuvo al servicio de la Reina. Viajó a Rheims, origen, en aquel entonces, de intrigas católicas en contra de la Corona. Se piensa que en esta época ejerció labores de espionaje, que su viaje, o viajes, a Rheims serían para informar a la Corona sobre estas confabulaciones. También, se conoce su relación con Thomas Walsingham (primo de Sir Francis Walsingham, secretario de estado y responsable de los servicios de espionaje) hasta el mismo día de su muerte, por lo que se supone que no abandonó estas labores de espionaje. En el momento de su muerte, Marlowe, estaría bien relacionado en las altas esferas del poder político.
Semanas antes de su supuesta muerte es detenido su amigo Thomas Kyd, al que se relaciona con la difusión de ciertos libelos y se acusa de traición. En aquel tiempo, ambos amigos compartían residencia. Kyd es sometido a tortura y lo delata, achacándole la autoría de escritos comprometedores encontrados en la casa y acusándolo de ateo y homosexual. Tras la detención de Kyd, Marlowe saldría de Londres para alojarse en la finca de Thomas Walsingham en Scadbury.
Tres días antes de su muerte, el informador Richard Baines presentó ante el consejo privado de la reina un informe contra Marlowe acusándolo de ser blasfemo, ateo, delincuente y homosexual.
Ante estas acusaciones es previsible que se hubiese cursado la orden de detención para su interrogatorio. A Marlowe le habría sido muy difícil escapar a una condena por traición.
Según esta teoría, Marlowe sería el protegido de Thomas Walsingham y, también, dispondría de informaciones que podrían comprometer a altos cargos de la nación, lo que haría desaconsejable que fuese interrogado bajo tortura. De la combinación de estas circunstancias se supone que se acordó una salida a esta situación. Así pues, se decidiría su desaparición.
El 30 de mayo, Marlowe se encontraba reunido en una taberna de Deptford con tres personajes, uno, al servicio de Thomas Walsingham y los otros dos, relacionados con actividades delictivas y de espionaje. Tras una larga estancia de 8 horas, pasadas en su mayoría encerrados en el aposento, después de la cena se produce una supuesta discusión sobre la cuenta y, a resultas de la misma, Marlowe muere cuando la daga que él mismo empuñaba es desviada por su rival, le atraviesa el ojo y le llega al cerebro.
Marlowe sería enterrado en un cementerio del propio Deptford. Posteriormente, se consideró que el homicida actuó en defensa propia y, a las cuatro semanas, recibió el perdón de la Reina.
Según la Teoría Marlowe, este no habría muerto en esta ocasión. Todo habría sido un montaje. Se habría escogido Deptford, una población bajo la jurisdicción de la corona y a orillas del Támesis, con una gran concurrencia de barcos, lugar desde donde sería fácil abandonar el país. Se habría buscado un cuerpo que simularía ser el de Marlowe y, a él, se le habría ayudado a salir de Inglaterra. Habría pasado a Francia y, tal vez, habría llegado hasta Italia.
Una vez fuera de Inglaterra, habría seguido en contacto con Thomas Walsingham, al que le iría entregando su producción literaria. Walsingham se habría encargado de buscar un hombre de paja que firmase estas obras. Los defensores de la Teoría Marlowe consideran que ese hombre de paja fue William Shakespeare, cómico aventurero que accedió al acuerdo a cambio de ganar unos dineros.

## Autoría de la obra de Shakespeare
Existe un debate sobre la Autoría de las obras de Shakespeare que se remonta a comienzos del siglo XVIII. Desde entonces, diversos estudiosos han mantenido que Shakespeare tan solo puso la firma a las obras de otro u otros autores. Se han barajado los nombres de Francis Bacon, William Stanley y Edward de Vere y, también, Christopher Marlowe como los posibles autores.
Los indicios que han llevado a estos estudiosos a dudar de la autoría de Shakespeare se derivan, principalmente, de la calidad y complejidad de estas obras en contraposición con la falta de formación de Shakespeare.
Estas obras suponen de su autor una sólida formación clásica, así como un elevado dominio del inglés y una amplia cultura, incluyendo el conocimiento de otras lenguas. Los escépticos de su autoría sostienen que un personaje como Shakespeare, con una escasa formación y sin ningún contacto demostrado con la cultura clásica, no pudo ser el autor de una obra influida por esa cultura. Que en la Inglaterra de la época, a un hijo del pueblo sin formación académica le habría sido imposible manejar un vocabulario de cerca de 29.000 vocablos que son los que, aproximadamente, contiene la obra. Tampoco, sin una amplia cultura y sin conocérsele viajes, habría adquirido la influencia de otros autores que se reconocen en sus obras, ni habría podido recrear tan diversas situaciones y tramas.
El canon en el mundo académico es que la autoría de las obras de Shakespeare está bien establecida, no dando relevancia a las dudas que se suscitan sobre esta autoría y considerándolas meras especulaciones.

## Posible relación de la obra de Shakespeare con Marlowe
Se desconoce que Shakespeare escribiera cualquier obra con antelación a la muerte de Marlowe. Este sería un primer dato que ha permitido relacionar ambas obras a los defensores de la teoría Marlowe. Las primeras obras que se le atribuyen datan de 1593 (mismo año de la muerte de Marlowe). A los partidarios de la teoría les resulta llamativa esta coincidencia, así como el que, teniendo ambos la misma edad en ese momento (29 años), Marlowe ya contara con una relativamente extensa producción literaria; en tanto que Shakespeare, que llegaría a producir entre dos y tres dramas anuales, todavía no hubiese comenzado su carrera como autor.
A partir de ese dato, los defensores de la teoría han encontrado las siguientes similitudes entre ambas obras:
- Existe una similitud entre la producción literaria de ambos autores; producción, principalmente dramática, salpicada por poemas de inspiración clásica.

- El primer poema publicado por Shakespeare, Venus and Adonis se basa en un tema mitológico y se considera inspirado en Ovidio. Se desconoce y se duda, que Shakespeare hubiera adquirido una formación clásica. Por el contrario, Marlowe escribió un poema similar: Hero and Leander, tradujo a Ovidio y se conoce su formación académica en el arte clásico.

- Los dramas de ambos autores guardan similitudes de forma y de fondo. Marlowe es el primero que utiliza el verso blanco en sus dramas, una característica que utilizará posteriormente Shakespeare en los suyos. Eduardo II (de Marlowe) puede considerarse el antecedente del teatro histórico de Shakespeare. En una y otras obras se le supone a su autor un elevado conocimiento de la historia de Inglaterra y se habría recurrido a las mismas fuentes.[5] J. M Robertson afirmó que la pluma de Marlowe se aprecia con claridad en Ricardo III y en menor medida, en Enrique V, La comedia de las equivocaciones, Julio Cesar y Romeo y Julieta[6]

Calvin Hoffman ha encontrado similitudes casi literales en diversos versos de ambos autores:
- En el Fausto de Marlowe, cuando éste contempla a Helena de Troya aparece: "Was this the that launched a thousand ships?" Y en Troilus and Crecida de Shakespeare aparece como: "She is a pearl / Whose price hath launched above a thousand ships."

- En El Judío de Malta de Marlowe podemos leer: "I... hold there is no sin but ignorance." Y en Twelfth Night de Shakespeare:"I say there is no darkness but ignorance."

- También, Marlowe escribió: "Holla, ye pampered jades of Asia. / What, can ye draw but twenty miles a day…" Y Shakespeare en Enrique IV escribiría: "And Hollow pampered jades of Asia, / Which cannot go but thirty miles a day;"[7]

Se ha considerado como otro indicio que ha permitido dudar de la autoría de Shakespeare, la referencia a la cojera del propio autor en los versos Venus y Adonis. Cojera imposible en un actor de primera fila como llegó a ser Shakespeare. Sin embargo, algunos autores han achacado a Marlowe una cojera permanente como consecuencia de una reyerta de taberna.
A estas similitudes habría que contraponer numerosas diferencias, por lo que los partidarios de la autoría shakespearíana ven la obra de dos autores diferentes, mientras que los marlovianos ven la obra de un mismo autor en dos etapas diferentes de su vida.

## Los partidarios de la Teoría Marlowe
En The Monthly Review, en 1819, un autor anónimo que posteriormente se identificó como William Taylor de Norwich, consideró que Christopher Marlowe podía ser el seudónimo adoptado por Shakespeare a su llegada a Londres. Esta sería la primera referencia encontrada que aventura la relación entre ambas obras. Posteriormente, en 1895 sería Wilbur G. Zeigler, quien sugiriera en el prólogo de una novela que las obras atribuidas a Shakespeare eran en realidad de Marlowe. Esto sucedió antes de conocerse las circunstancias de la muerte de Marlowe, descritas en un documento descubierto por el profesor Leslie Hotson en 1925. Pero el mayor animador de la teoría Marlowe ha sido Calvin Hoffman.
Calvin Hoffman escribió numerosos artículos y varios libros, el más difundido: The Murder of the Man Who Was Shakespeare (1955). En ellos, analiza el porqué considera a Marlowe autor de las obras de Shakespeare, en términos parecidos a los que hoy se barajan para intentar demostrarlo. De él parten las sospechas sobre su muerte y también apunta las similitudes entre ambas obras. Hoffman detalló cientos de "paralelismos" entre ellas.
Desde entonces, el debate se ha extendido y el número de personalidades de la literatura y el teatro que se han sumado a las dudas sobre la autoría de Shakespeare ha ido creciendo. En 1994, el Historiador Dolli Walter-Wraight se sumaba a la Teoría Marlowe.
Hoffman legó fondos, administrados por el King's School de Canterbury, para un premio anual a un ensayo sobre el tema de Marlowe y la autoría de las obras de Shakespeare. También, para otro premio al trabajo que logre probar irrefutablemente la autoría de Marlowe, premio que hasta el momento no se ha otorgado.